# Château de Masyaf
Le Château de Masyaf (arabe : قلعة مصياف) est une forteresse médiévale située dans la ville de Masyaf dans le gouvernorat de Hama, en Syrie, située dans la vallée de l'Oronte, à environ 40,03 kilomètres à l'ouest de Hama. Il protégeait l'approche d'autres châteaux ismaélites dans la chaîne de montagnes côtières syriennes (Jabal Ansariya) sur un site contrôlant les routes commerciales vers des villes plus à l'intérieur des terres telles que Banyas. Le château lui-même se dresse sur un plateau à environ 20 mètres au-dessus de la plaine environnante. Il est devenu célèbre en devenant la forteresse à partir de laquelle Rashid ad-Din Sinan, connu sous le nom de « Vieil Homme de la Montagne », a régné de 1166 à 1193 en tant que chef de la branche syrienne de la secte chiite  des Nizârites, également connue sous le nom d'Assassins, et est une figure de l'histoire des croisades.

## Histoire
Les recherches archéologiques suggèrent que les couches inférieures et les fondations du château sont d'origine byzantine. Des niveaux ultérieurs ont été ajoutés par les Nizârites, les Mamelouks et les Ottomans. la plupart des vestiges actuels remontant à la période Nizârite du XIIe siècle.
Le château est conquis brièvement par Raymond de Saint-Gilles dans sa marche vers Tripoli en 1103.
Le château fut capturé par Rashid al-Din Sinan, dignitaire nizarite en 1141, qui était alors sous le commandement de Sanqur qui le gardait au nom des Banu Munqidh de Shaizar. Il a renforcé les fortifications et régna depuis Masyaf jusqu'à sa mort en 1193. Le château et la ville de Masyaf environnante ont fonctionné comme capitale d'un petit émirat nizârite du milieu du XIIe jusqu'à la fin du XIIIe siècle. Saladin tenta de s'en emparer en mai 1176 avant d'y renoncer et de conclure une trêve.
En 1260, Masyaf et trois autres forteresses Nizârites furent capturées par les Mongols. Plus tard, en septembre de la même année, les Nizarîtes alliés aux Mamelouks victorieux des Mongols, récupérèrent quatre de leurs châteaux, dont Masyaf. Après une décennie, en 1271, le sultan mamelouk Baybars décida de s'emparer de la forteresse afin de mettre fin à ce petit état chiite.
En 1808, les Alaouites assassinèrent l'émir ismaélite de Masyaf et s'emparèrent du château. Les Ismaélites réussirent à le récupérer avec l'aide des autorités ottomanes. Au cours des années 1830, les troupes du gouverneur égyptien Ibrahim Pacha causèrent de graves dommages au château.
Un programme de restauration financé par le programme de soutien aux villes historiques du « Aga Khan Trust pour la culture » a commencé en 2000.